# نادي سابيل
نادي سابيل هو نادي كرة قدم من مدينة باكو يلعب في دوري أذربيجان الممتاز،تأسس النادي في 2016.